# Песков, Юрий Александрович
Ю́рий Алекса́ндрович Пе́сков (30 ноября 1936, Ростов-на-Дону — 31 декабря 2020) — советский и российский государственный и хозяйственный деятель, генеральный директор завода «Ростсельмаш» в 1978—1996 годах.
Герой Социалистического Труда (1986), лауреат Государственной премии Российской Федерации в области науки и техники (1995). Кандидат технических наук, профессор (1991). Действительный член Российской инженерной академии (1991), член Международной инженерной академии (1992).

## Биография
Родился в Ростове-на-Дону 30 ноября 1936 года.
Учился в средней школе Ростова-на-Дону (ныне — МОУ лицей № 11), спецшколе ВВС № 10, военно-авиационной школе лётчиков в Уральске.
С 1955 по 1962 год работал в Ростове-на-Дону на радиаторном заводе, где прошёл путь от ученика токаря до мастера.
Окончил Ростовский институт сельскохозяйственного машиностроения (1962 год).
С 1962 года работал на заводе «Ростсельмаш».
С 1978 года по апрель 1996 года — генеральный директор производственного объединения «Ростсельмаш».
В 1983—1984 годах — заместитель министра тракторного и сельскохозяйственного машиностроения СССР.
Член КПСС с 1961 года. Член ЦК КПСС (1990—1991). Песков дважды избирался депутатом Верховного Совета РСФСР.
В 1996 году Юрий Александрович ушёл на заслуженный отдых. Проживал в селе Новомаргаритово Азовского района Ростовской области.
В июле 2020 года на дом Юрия Пескова было совершено нападение, в результате чего погибла его сестра, а сам он получил множественные ножевые ранения.
31 декабря 2020 года Юрий Песков скончался. Был похоронен на Аллее славы Северного кладбища.

## Заслуги
- Герой Социалистического Труда (1986).
- Награждён двумя орденами Ленина, орденами Октябрьской Революции, «Знак Почёта», орденом «За заслуги перед Отечеством» III (1994)[6] и IV (2017) степеней[7], орденом Дружбы (1999)[8], медалями.
- Лауреат Государственной премии Российской Федерации в области науки и техники за создание конструкции, организацию выпуска и внедрение в сельскохозяйственное производство самоходных зерноуборочных комбайнов «Дон-1500» (1995)[9].
- Награждён премией Петра Столыпина в номинации «За многолетний труд по развитию отечественного сельхозмашиностроения»[10].
- Почётный гражданин Ростова-на-Дону (1996)[11], «Почётный ростсельмашевец» (1996),
- Первый Почётный гражданин Ростовской области (27 октября 2011 года)[12].
- Благодарность Президента Российской Федерации (3 декабря 1996 года) — за большие заслуги в развитии отечественного машиностроения[13].
- Благодарность Главы Администрации (Губернатора) Ростовской области (2007, в связи с 70-летием со дня образования Ростовской области)[14].
- Орден Атамана Платова (2017)[15].